# Odjevena maja
Odjevena maja (šp.La maja vestida) slika je španjolskog slikara Francisca de Goye naslikana između 1800. i 1805. godine.
To je odjevena inačica prijašnje slike Gola maja (1797.–1800.) i izložena je pored nje u istoj prostoriji u muzeju Prado u Madridu.
Slika je prvo bila u vlasništvu premijera Manuela de Godoya. Dvaput je bla u zbirci Kraljevske akademija likovnih umjetnosti San Fernando, također u Madridu, koju je španjolska inkvizicija odstranila između 1814. i 1836., a u muzeju Prado je od 1901. godine.

## Identitet modela
Riječ  maja  ženski je oblik od 'majo', Španjolka niže klase 18. i 19. stoljeća. Model se može prepoznati kao maja po kostimu, ali njezin identitet nije poznat; sugerira se da ona izgleda kao Godoyeva ljubavnica Josefa de Tudó